# オリジナル・ドール
オリジナルドール（Original Doll）はアメリカの歌手ブリトニースピアーズによる5枚目のスタジオアルバムとして2005年に発売されるはずだったアルバム。
スピアーズは2003年にプロジェクトを開始し、4枚目のスタジオアルバムをプロモートしながら、2005年に仕事を続けた。アルバムには8つのタイトルが含まれ、6つのタイトルがインターネット上で公開される予定であった。アルバムの大半は2006年にYouTubeで流出。 アルバムの発売時期については、「おそらく夏、もしくは夏より前」と言及していた。しかしラジオ終了後、ジャイヴ・レコードは声明を発表し、「アルバムは今のところ発売するつもりはない」「ラジオ局に「モナリザ」を提供する計画はなかった」と語った。そしてジャイヴ・レコードはアルバムのリリースすることを許可をせず、代わりにChaoticと、B・イン・ザ・ミックスをリリースした。

## コンテキストと開発
ブリトニーはインクルード 21 、有名なハリウッドブルバード ウォークオブフェイムで人気を獲得してから4日後、次のアルバムに取り組んでいると発表。
2003年11月、ブリトニーは、雑誌エンターテインメント・ウィークリーにて、「次のアルバムの曲を書いている。」とインタビューに答えた。
その後、プロデューサーのヘンリック・ジョンバックと共にホテルの部屋でブリトニーと一緒に曲を書いたことが判明している。
2004年5月に5枚目のスタジオアルバムのデモの録音を開始していた。  
2004年12月30日、ブリトニーはロサンゼルスのKIIS-FMのラジオ局にサプライズ出演し、「モナリザ」(後に、ChaoticというEPに収録)のデモを放映。またこの曲をシングル化する予定だったと言う。
タイトルはその後ツアー中、Outrageousクリップの撮影中に発生した膝の怪我の直前に記録。
彼女はまた、アルバムにはまだタイトルがないが、おそらく「ドール・オリジナル」と呼ばれるだろうと言った。
アルバムは、Jive Recordsがブリトニーが許可なくデモを再生したことを知ると商業的実行可能性の理由でキャンセルさせた。 
モナリザは後にブリトニーとケビンの EP ：Chaoticで発表される。
KIIS-FMラジオに出てから数週間後、ブリトニーは家族との時間に集中するために、休暇を延長することを発表。
その他の曲は録音されていたが、2012年2月にMoney、Love、Happinessと呼ばれる曲全体をリリースしたMichelle Bellのように、特定のファンやプロデューサーがそれらを漏らすまで非公開のままであった。
2番目のシングルは、別の物を公開することで、後者によってPeep Showと呼ばれ、Jive によって認可された。
2か月後、同じ時代のOuchと呼ばれる歌がインターネットに流出。
B・イン・ザ・ミックスに収録されているAnd Then We Kiss と韓国の歌手BoAに提供されたLook Who's Talkingは、元々このアルバムもしくは、イン・ザ・ゾーンに収録されるはずだったという噂がある。

## 構図
ミシェル・ベルは、オリジナルドールの作曲家の人であることが知られている。彼女は2003年にスピアーズと仕事をし、インザゾーンで 3曲をレコーディングしたが結局アルバムのトラックリストには入らなかった。ブリトニーとは再び共同でいくつかの曲を書き、これれにはより「個人的なタッチ」を加えていた。ミシェル・ベルはインタビューで、ブリトニー・スピアーズは非常に才能があり、共作した曲のいくつかではピアノを弾いたとコメントしている。

## トラックのリスト
現在本作用にレコーディング、収録が確認された楽曲は2曲である。
- Mona Lisa 3:30 (製品化されている)
- The Fugitive 2004年5月にスペインでツアー中に「逃亡者」というラベルの付いたディスクを持っている写真が撮られている。しかし、「モナ・リザ」の初期の仮題だった可能性がある。